# Дом здравља Вождовац
Дом здравља Вождовац је здравствени центар у Београду, који се налази на територији градске општине Вождовац.

## Опште информације
У објекту бившег кожно-венеричног диспанзера у Табановачкој улици 38, године 1944. оснива се здравствена служба за становнике подручја Вождовац. Током исте године основа се и дечја служба која је била привремено смештена у зграду Дома за старање и бригу о деци у Звечанској улици. Након три месеца диспанзер се сели у Струмичку улицу и ту наставља са радом. Крајем 1944. године на простору тадашње општине Рипањ оснива се народна амбуланта и смешта у зграду земљорадничке задруге. Ове три амбуланте представљају зачетке данашњег Дома здравља Вождовац.
Након отварања амбуланти 1944. године у њој је радило само пет лекара хонорарно, на простору од 44 м2. Године 1953. кад се оснива ВИ дом народног здравља и тако дом здравља проширује своју делатност. С радом почиње специјалистичка служба (радом специјалиста из градских болница), гинекологија са лактаријумом (са повременим радом, једног гинеколога и једне бабице), медицина рада, лабораторија, РТГ служба. Трећа етапа у развоју овог дома здравља почиње 1960. године и траје све до 1971. године када се отварају нове здравствене станице. Са радом почиње стоматолошка служба (1960), поливалентна патронажа (1964) и физикална медицина (1970). У то време при ВИ дому народног здравља постојало је и пет апотека, као и Завод за серуме и вакцине. Отварају се и нове здравствене станице у приградским насељима.
Дана 1. јануара 1965. године интеграцијом ВИ дома народног здравља и Центра за мајку и дете, који је основан 1962. године, настаје Дом здравља Вождовац на адреси Криволачка 4 - 6 са 3200 м2 327 запослених, од чега је 94 лекара и 133 осталих медицинских радника. Године 1965. године у складу са Статутом Медицинског факултета у Београду, дом здравља постаје база за извођење ванболничке практичне наставе за студенте медицине.
У нареним годинама дом здравља и даље шири мрежу својих амбуланти, па тако 1973. год. почиње са радом огранак Шумице, а 1977. године здравствена станица Јајинци. Године 1982. завршена је изградња новог крила дома здравља, 1000 м2 наменски грађеног простора. У овај простор се исте године усељава специјалисичка служба, физикална медицина и РТГ дијагностика. Године 1989. оснива се служба за социјалну медицину, а од 1994. свој развој почиње и информациони систем у Дому здравља Вождовац.
Секретаријат за здравство града Београда обезбедио је 2010. године новац за реновирање Дома здравља Вождовац. Замењене су подне облоге у приземљу и на првом спрату, а споља је саниран простор око прозора и уграђени опапни лимови.
У оквиру Дома здравља Вождовац налазе се следеће службе :
- Служба за здравствену заштиту одраслих становника са Одсеком за кућно лечење, негу и палијативно збрињавање и Центром за превентивне здравствене услуге,
- Служба за здравствену заштиту деце и школске деце са Развојним саветовалиштем и Саветовалиштем за младе,
- Служба за здравствену заштиту жена са психофизичком припремом трудница,
- Служба за стоматолошку здравствену заштиту са ординацијом за особе са посебним потребама,
- Служба за специјалистичко-консултативну делатност у оквиру које се налазе одељења офталмологије, оториноларингологије, интерне медицине, психијатрије (заштите менталног здравља) и социјалне медицине са информатиком,
- Служба за поливалентну патронажу,
- Служба за физикалну медицину и рехабилитацију,
- Служба за лабораторијску, радиолошку и другу дијагностичку делатност,
- Служба за здравствену заститу радника и
- Служба за правне, економско-финансијске, техничке и друге сличне послове.